# Уркуста (река)
Уркуста (укр. Уркуста, крымскотат. Urkusta, Уркуста; в справочнике «Волости и важнѣйшія селенія Европейской Россіи» за 1886 год записана как ручей Коран-Чокрак) — река в юго-западном Крыму (Севастополь), правый приток реки Чёрная. Длина водотока — 7,6 км, площадь водосборного бассейна — 20,0 км².
На реке находится одноимённое водохранилище.
По наиболее распространённой версии слово не переводится ни с одного из известных языков. В письменных источниках встречаются различные вариации названия — Угри Коста, Угры Коста, Уркюста, Рюкуста, Рокуста, Рукуста, Иркуста.

## География
Началом реки принято считать пещеру Уркуста, которая находится на южном склоне горы Бечку (Лысая), но вода из неё, как и во всей реке течёт только в зимнее время и после обильных дождей. По руслу реки Н. В. Рухлов в начале XX века описал множество небольших родников, также отметив, что в летний период «русло сухое». Уркуста течёт общим направлением на юго-запад, принимая, согласно справочнику «Поверхностные водные объекты Крыма», 4 безымянных притока, длиной менее 5 километров, при этом ещё Николаю Рухлову были известны названия некоторых: левый «Сулу-дере» и правый «Аен», оба выше села Передовое, а на современных картах отмечен правый приток Кобалар-Су с системой водопадов, самый известный из которых Нижний Кубалар, или Козырек. На реке и притоке построено 3 водохранилища: Верхнее, объёмом 3 млн м³, Нижнее и Муловское. Уркуста впадает в Чёрную в 28,0 км от устья.
Водоохранная зона реки установлена в 50 м.